# Бутирцева Надія Вікторівна
Надія Вікторівна Бутирцева (рос. Надежда Викторовна Бутырцева; нар. 5 лютого 1955, Чапаєвськ, Куйбишевська область, РРФСР, СРСР) — радянська та російська акторка театру і кіно. Заслужена артистка Росії (1992).

## Життєпис
Надія Бутирцева народилась 5 лютого 1955 року в Чапаєвську Куйбишевської області.
У 1977 році Надія Бутирцева закінчила Школу-студію МХАТ (курс Василя Маркова), та цього ж року почала працювати акторкою Театру ім. Володимира Маяковського.

## Фільмографія
- 2014 — «Панове-товариші» — Наталія Андріївна Повалішін, колишня графиня
- 2012 — «Закрита школа» — Таїсія Філатова
- 1987 — «Під знаком Червоного Хреста» — Карташова
- 1986 — «Крик дельфіна» — Магда
- 1984 — «Мертві душі» — дружина Плюшкіна
- 1983 — «Приступити до ліквідації» — співачка Лариса
- 1983 — «Водій автобуса»
- 1982 — «Весільний подарунок» — Оксана, дружина Мусика
- 1981 — «Любов моя вічна»
- 1977 — «Сибіріада» — дочка Соломіна